# Mathias Skeibrok

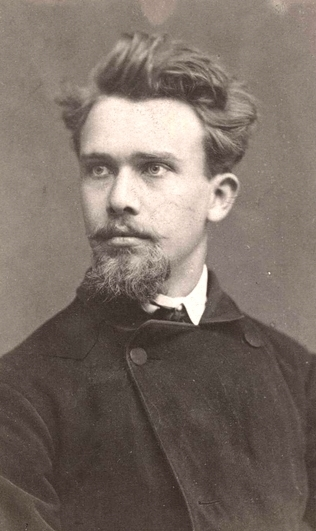
Mathias Skeibrok.

Mathias Severin Berntsen Skeibrok, född den 1 december 1851 i Vanse på Lister, död den 22 mars 1896, var en norsk skulptör.
Skeibrok, som var bondson, kom 1871 till Kristiania (nuvarande Oslo), där han studerade för Middelthun. Han reste 1874 till Köpenhamn, där han arbetade på Jerichaus ateljé, och 1876 med statsunderstöd till Paris, där han stannade till 1879. Ragnar Lodbrok i ormgropen väckte uppmärksamhet på världsutställningen 1878 (i gips på Nasjonalmuseet). Andra arbeten från denna tid är Olof den helige och gruppen Modern vakar (1879, i marmor, Nasjonalmuseet). 
Bland Skeibroks senare verk kan nämnas Trött (en bondkvinna, som insomnat under arbetet, 1882, i marmor, ett exemplar i brons i Nasjonalmuseet), reliefen Karl-Johansmonumentets avtäckning (i slottet i Kristiania), statyetten Snorre Sturlason dikterar kungasagorna (brons 1883, inköptes till silverbröllopsgåva åt kungaparet) och den stora gavelgruppen på Kristiania universitetsbyggnad, framställande Athena ger själ åt de av Prometheus skapade människorna (1894). 
Skeibrok deltog 1881 i tävlan om Holbergsstaty för Bergen, då John Börjesons förslag segrade. Han utförde flera porträttbyster: Bjørnstjerne Bjørnson  (Nasjonalmuseet), Laura Gundersen (i Nationalteaterns foajé), Eilert Sundt (på Olav Ryes plats i Kristiania) och amtman Aall (uppställd vid Skien). Skeibrok utgav två samlingar saftigt groteska humoresker, Sandfærdige skrøner (1891 och 1894, illustrerade av Theodor Kittelsen).